# Żywkowo (województwo podlaskie)
Żywkowo (białorus. Жыўкова) – wieś w Polsce położona w województwie podlaskim, w powiecie białostockim, w gminie Zabłudów.

## Położenie
Miejscowość leży przy drodze wojewódzkiej nr 685, pomiędzy miejscowościami Trześcianka (4 km na południe) i Olszanka (2 km na północ). Poza wyżej wspomnianymi, Żywkowo leży także w sąsiedztwie wsi: Sieśki, Kołpaki oraz leżących w gminie Narew w powiecie hajnowskim: Białki i Soce.

## Historia

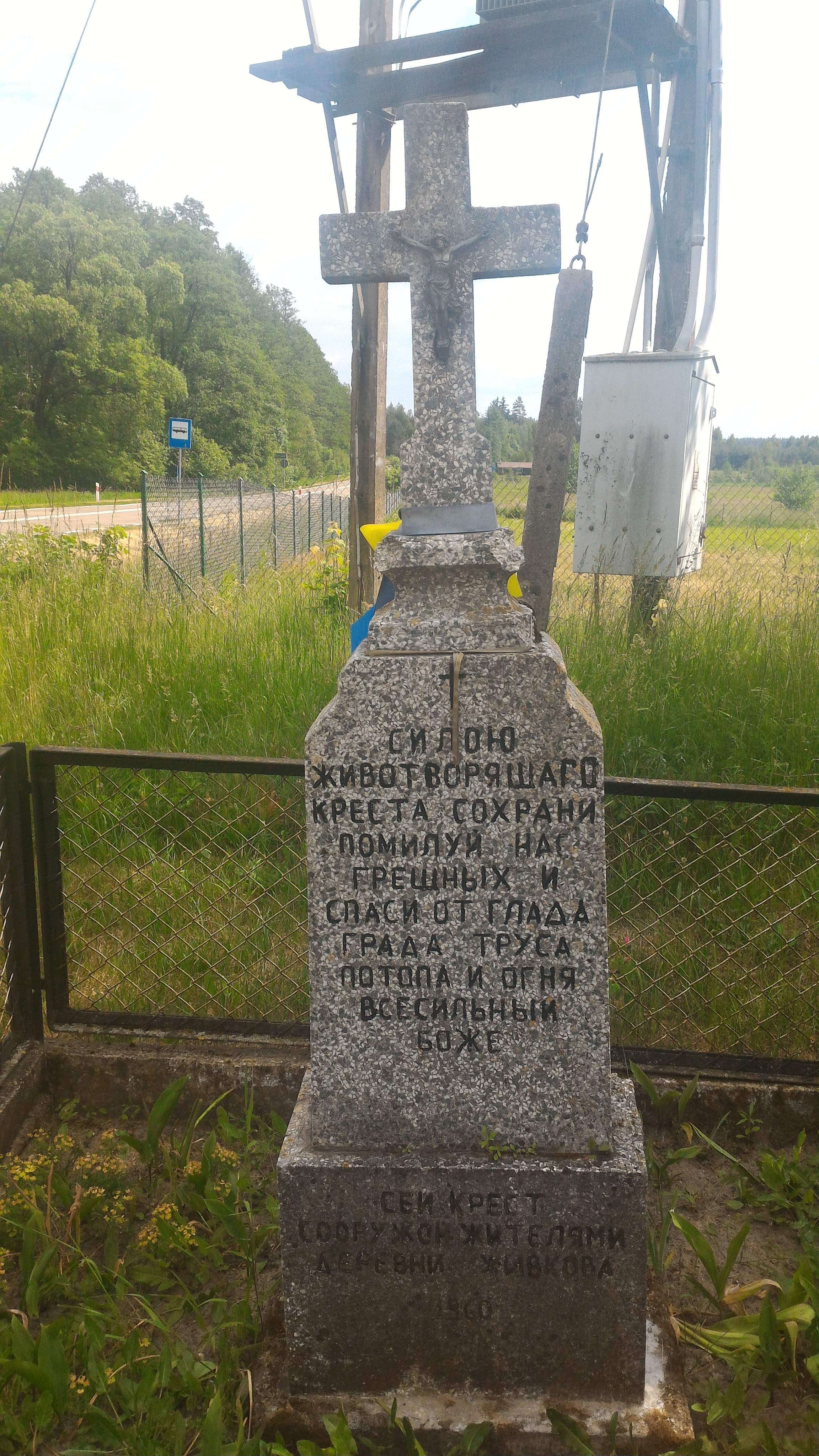
Prawosławny krzyż wotywny z cyrylicznymi inskrypcjami pochodzący z 1960 r. znajdujący się przy wjeździe do wsi od drogi wojewódzkiej. W tle przystanek autobusowy PKS w kierunku Hajnówki

W XV i XVI wieku Żywkowo było w posiadaniu prawosławnej ruskiej szlachty pochodzącej z niższej warstwy stanu rycerskiego - bojarów putnych.
W XVII w. w Żywkowie istniał ogród barokowy.
Źródła pisane podają, że 15 czerwca 1754 roku nad wsią przeszła ogromna burza połączona z gradobiciem. W zapiskach proboszcza parafii rybołowskiej o. Stefana Hrymaniewskiego można przeczytać, że poczyniła ona szkody w zbożach oraz uszkodziła budynki.
Właścicielem Żywkowa od roku 1889 był wójt Pawłów – Teodor Opaliński. W roku 1899 zamieszkał w majątku Żywkowo.
Według Pierwszego Powszechnego Spisu Ludności z 1921 r. wieś Żywkowo liczyła 62 mieszkańców (37 kobiet i 25 mężczyzn) zamieszkałych w 13 domach. Większość mieszkańców wsi zadeklarowała wówczas wyznanie prawosławne (43 osoby), pozostali podali wyznanie rzymskokatolickie (19 osób). Jednocześnie niemal wszyscy mieszkańcy wsi (w liczbie 58 osób) zadeklarowali białoruską przynależność narodową, pozostali zgłosili kolejno: narodowość polską (3 osoby) i narodowość rusińską (1 osoba). Według tego samego spisu w sąsiednim folwarku Żywkowo mieszkało 16 osób - wszystkie zadeklarowały narodowość białoruską i wyznanie prawosławne. We wspomnianym okresie zarówno wieś jak i folwark znajdowały się w gminie Narew. Żywkowo to jedna z nielicznych wsi w ówczesnym województwie białostockim, w której niemal cała miejscowa ludność rzymskokatolicka zadeklarowała narodowość białoruską. W innych miejscowościach ludność ta deklarowała wyłącznie narodowość polską.
W latach 1975–1998 miejscowość należała administracyjnie do województwa białostockiego.

## Inne
W strukturze Kościoła Prawosławnego wieś należy do parafii pw. św. Michała Archanioła w niedalekiej Trześciance, a wierni kościoła rzymskokatolickiego podlegają parafii Wniebowzięcia Najświętszej Maryi Panny i św. Stanisława Biskupa i Męczennika w Narwi.
W codziennej komunikacji mieszkańcy wsi, zarówno wyznania prawosławnego jak i rzymskokatolickiego, posługują się między sobą gwarą wschodniosłowiańską, zbliżoną do literackiej odmiany języka białoruskiego. Ostatnimi czasy jednak umiejętność posługiwania się nią ograniczyła się do starszego pokolenia mieszkańców wsi i w związku z tym, że nie jest ona przekazywana młodszym pokoleniom, przewiduje się jej całkowite wymarcie w najbliższej przyszłości.